# Centro Sperimentale Nardò
El Circuito de Nardò es un circuito de testeo de alta velocidad situado cerca de la localidad italiana de Nardò, en la región de Apulia, en la provincia de Lecce en Italia. El fabricante de automóviles Fiat inauguró Nardò en 1975. En 2012 fue adquirido por  Porsche Engineering.

## Descripción
El circuito mide 12,5km (7.8 millas) y es circular. Tiene cuatro carriles para automóviles y motocicletas con un total de 16 metros de ancho, más un carril interior, para camiones con una anchura de 9 metros.
En los carriles para coches y motocicletas, el conductor del carril exterior no tiene necesidad de girar el volante durante la conducción hasta los 240 km/h. Por lo tanto, la velocidad a la que se puede conducir en cada uno de los carriles, sin girar el volante, es diferente. 
Sin embargo, los coches extremadamente rápidos todavía requieren girar el volante cuando se supera la velocidad máxima neutral. Por ejemplo el Koenigsegg CCR que estableció el récord de velocidad para un coche de calle en el Circuito de Nardò lo hizo con el volante en un ángulo de 30°. 
Este récord de velocidad fue batido después por el Bugatti Veyron en una pista recta para medir velocidades, propiedad de Volkswagen. Por lo tanto el CCR solo tiene el récord de velocidad en el Circuito de Nardó.
En un circuito ovalado, al girar, algo de velocidad máxima potencial se pierde, y por lo tanto, un automóvil irá más rápido en línea recta que lo que es posible en el circuito de Nardó.
Incluso a una velocidad en la que el automóvil vaya sin girar el volante, la inclinación lateral produce: que el coche vaya más pesado de un lado, que la carga aerodinámica sea asimétrica, y mayor resistencia, que incrementa el desgaste de los neumáticos y disminuye la velocidad.
Solo ha habido un accidente fatal en el circuito.
Durante la actividad normal del circuito la velocidad máxima permitida es de 240 km/h (149 mph), pero, si se alquila el circuito se permite una velocidad mayor.